# Gun (Chvrches)
Gun è un singolo del gruppo musicale scozzese Chvrches, pubblicato il 15 luglio 2013 come primo estratto dal loro album di debutto The Bones of What You Believe.

## Tracce
Vinile 12"
1. Gun – 3:53
2. Gun (Auntie Flo Remix) – 5:53
3. Gun (KDA Remix) – 4:37
4. Gun (DJ Helix Remix) – 4:08

Download digitale
1. Gun – 3:53
2. Gun (Jamie Isaac Remix) – 4:04
3. Gun (Auntie Flo Remix) – 5:53
4. Gun (Groundislava Remix) – 5:43
5. Gun (DJ Helix Remix) – 4:08